# James Bellamy
James Francis Bellamy (11 de septiembre de 1881 - 30 de marzo de 1969) fue un jugador y entrenador de fútbol inglés, nacido en Bethnal Green con el que el Fútbol Club Barcelona ganó su primera liga española.
Antes de recalar en el Barça, fue jugador de varios equipo ingleses, entre ellos el Arsenal.
Bellamy ganó el Campeonato de Cataluña en las temporadas 1929-30 y 1930-31. En el lado negativo, hay que destacar que bajo su dirección, el Barcelona encajó, en Bilbao, la derrota más abultada de toda su historia en el Campeonato de Liga (12-1).
Antes de entrenar al Fútbol Club Barcelona, dirigió equipos como el Brescia Calcio de Italia y otros.